# Atorella
Atorella es un despoblado medieval aragonés al este de la provincia de Teruel, junto a la frontera con Valencia.

## Geografía
Algunos autores lo sitúan en el actual paraje de La Tosquilla en el término municipal de La Iglesuela.

## Historia
Hay referencias escritas de que Jaime I de Aragón estuvo en "Posadas de Don Atorella" de camino a Valencia, como indica un texto de 1265 del archivo de aldeas de la Comunidad de Teruel:

deinde como partimos con Vispe (y viese al cabero de Montlat, y viese Rio Seco, y viere al cabero de Montlat, y cese a la Pena Rubia de fondos de las Casiellas y cese al cabero de las Posadas de Don Atorella, y cese a la Laguna negra de Fortanet y la Ferreruela y al Collado Frido, y como va la senda a la fuent de la Peniella, y como va la carrera al Puerto y torna a la Senda de los Cavalgadores, e toda cosa que vos fazades sea firme y estable a todos tiempos

En la Crónica también figura:

E al dia que eixim de Terol passam pel camp de Montagut e anam a Vila-roja, que és de l'Espital, e quan venc ans de dia, nós nos llevam e passam per un lloc que havia nom Atorella, en què ara ha població, e puis passam pel riu de les Truites, e eixim a la canada d'Ares, e de la canada d'Ares al port de Prunelles, et a Salvasoria, et a Themi, e passam pel pla de Sant Mateu, que era llavores erm, e eixim al riu Sec que va sobre Cervera. E, quan venc a hora de vespres fom denant Peñíscola de la part de les vinyes, sobre l'almarge

- Datos: Q21810717